# صمد طاهری
صمد طاهری (متولد ۱۳۳۶در آبادان)، نویسندهٔ معاصر ایرانی در سبک رئالیسم است.
وی در اوایل انقلاب اسلامی ایران تحصیل در رشتهٔ هنرهای نمایشی در دانشکده هنرهای دراماتیک تهران را نیمه‌کاره رها کرد. او که جزو نسل سوم داستان‌نویسان ایران است نوشتن را از سال ۱۳۵۳ آغاز نمود اما از سال ۱۳۵۸ و به‌سبب آشنایی با ناصر زراعتی وبا انتشار اولین داستان خود به‌نام گلبونا در جُنگ فرهنگ نوین به‌طور جدی وارد عرصهٔ داستان‌نویسی شد. در سال ۱۳۶۲ به‌مدت چند ماه در جلسات پنج‌شنبه‌های هوشنگ گلشیری شرکت کرد. در این جلسات علاوه‌بر صمد طاهری و ناصر زراعتی نویسندگانی هم‌چون محمدرضا صفدری، قاضی ربیحاوی، اصغر عبداللهی، یارعلی پورمقدم، اکبر سردوزامی، محمد محمدعلی، عبدالعلی عظیمی، کامران بزرگ‌نیا و مرتضی ثقیان نیز شرکت می‌کردند.

## مجموعه داستان زخم شیر
کتاب زخم شیر مجموعه داستانی مشتمل بر ۱۱ داستان کوتاه است، فضای این داستان‌های پرحادثه با شخصیت‌پردازی منحصربه‌فرد عمدتاً جنوب کشور است.
عناوین داستان‌های این مجموعه به‌شرح زیر است:
1. مردی که کبوترهای باغی را با سنگ می‌کشت
2. موش‌خرما
3. خروس
4. مهمانی
5. در دام مانده مرغی
6. سفر سوم
7. زخم شیر
8. نی‌زن
9. نام آن پرنده چه بود
10. چیزو فلان و بهمان و اینا
11. سگ ولگرد

### تکه‌ای از متنِ داستانِ زخم شیر
«از بس توی این سه ماه‌ونیم ماست و پنیر و فرنی خورده بودیم، دیگر رنگ و بوی شیر هم حالم را بد می‌کرد. ۳۰، ۴۰ روز اول، همسایه‌ها یکی‌یکی باروبندیلشان را جمع می‌کردند و فلنگ را می‌بستند. برنج و مرغ و ماهی و چیزهای دیگری را که نمی‌توانستند ببرند به ما می‌دادند. برق قطع شده بود و یخچال‌ها تعطیل. هر روز ناهار و شام پلو و مرغ داشتیم و ماهی و قلیه. بعد کم‌کم بادمجان جای مرغ را گرفت. مرغ و اردک زنده هم ته کشید. ماهی نمک‌سود هم خداحافظی کرد و رفت و جایش را به فرنی داد. همه کپسول‌های گاز پر و نیمه‌پر همسایه‌ها هم به ما رسیده بود که من و یدول برده بودیمشان پشت‌بام. ردیف چیده بودیم تا اگر بمباران شد یا ترکشی به یک کدامشان گرفت، توی صورتمان نترکد…»

### قسمتی از داستان سگ ولگرد
«رفیقِ ترسویمان کنارِ جدولِ باغچه دراز کشیده بود، با جمجمهٔ درهم‌شکسته و زبانِ درازش، بیرون افتاده بود و توی گوش بریده‌اش خون سیاهی دَلَمه بسته بود و انگار خیالِ بلند شدن نداشت. لابد به فراست دریافته بود که کلاه من پشمی ندارد.»

## جوایز و افتخارات
- شایستهٔ تقدیر در یازدهمین دورهٔ جایزهٔ ادبی جلال آل‌احمد برای مجموعه داستان زخم شیر[۶]
- برگزیدهٔ بخش داستان کوتاه دومین دورهٔ جایزهٔ احمد محمود برای داستان زخم شیر[۷]
- داور نهایی جایزه داستان مازندران[۸]

## آثار
1. مجموعه داستان سنگ و سپر، چاپ اول ۱۳۶۸ انتشارات ماریه، چاپ دوم ۱۳۹۱ انتشارات افراز[۹]
2. مجموعه داستان شکار شبانه، چاپ اول ۱۳۷۰ نشر نیم‌نگاه شیراز، چاپ دوم ۱۳۹۱ انتشارات افراز[۱۰]
3. مجموعه داستان زخم شیر، ۱۳۹۶، انتشارات نیماژ[۱۰]
4. رمانِ کوتاه برگ هیچ درختی، چاپ اول ۱۳۹۸ نشر نیماژ
5. مجموعه شعر قلب‌های کوچک شهر بزرگ، ۱۳۶۲، به‌همراه اکبر گودرزی طائمه و یحیی هاشمی[۲]
6. رمان منتشرنشدهٔ کلاغ[۲]